# Lech (waluta)
Lech – nazwa waluty polskiej, zaproponowana w 1919 przez Polską Krajową Kasę Pożyczkową – instytucję emisyjną Rzeczypospolitej Polskiej. Miała zastąpić markę polską – jednostkę monetarną odziedziczoną po państwie niemieckim.
Nazwa „lech” miała być nadana dekretem Naczelnika Państwa Józefa Piłsudskiego i jako nazwa przyszłej waluty polskiej, znalazła się w projekcie ustawy, którą ówczesny minister skarbu Józef Englich przedstawił Sejmowi. Sejm przyjął tę ustawę, zmieniając nazwę na „złoty”. Na tej podstawie prawnej Ministerstwo Skarbu zamówiło w Szwajcarii druk banknotów Banku Polskiego nominowanych w złotych z datą luty 1919, które zostały wprowadzone do obiegu w 1924.